# Jakub Kazimierz Rubinkowski

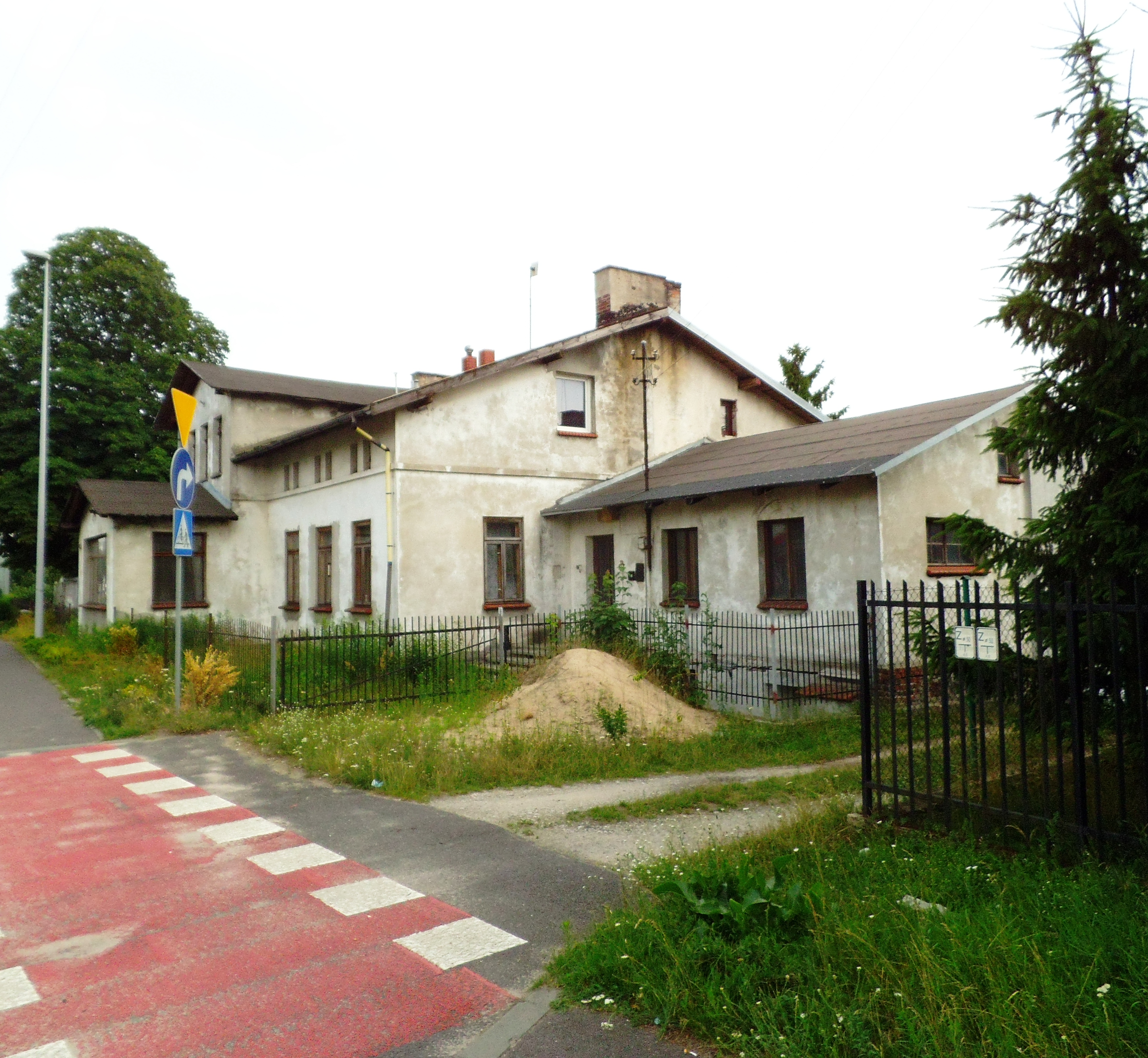
Dawy dwór Jakuba Rubinkowskiego

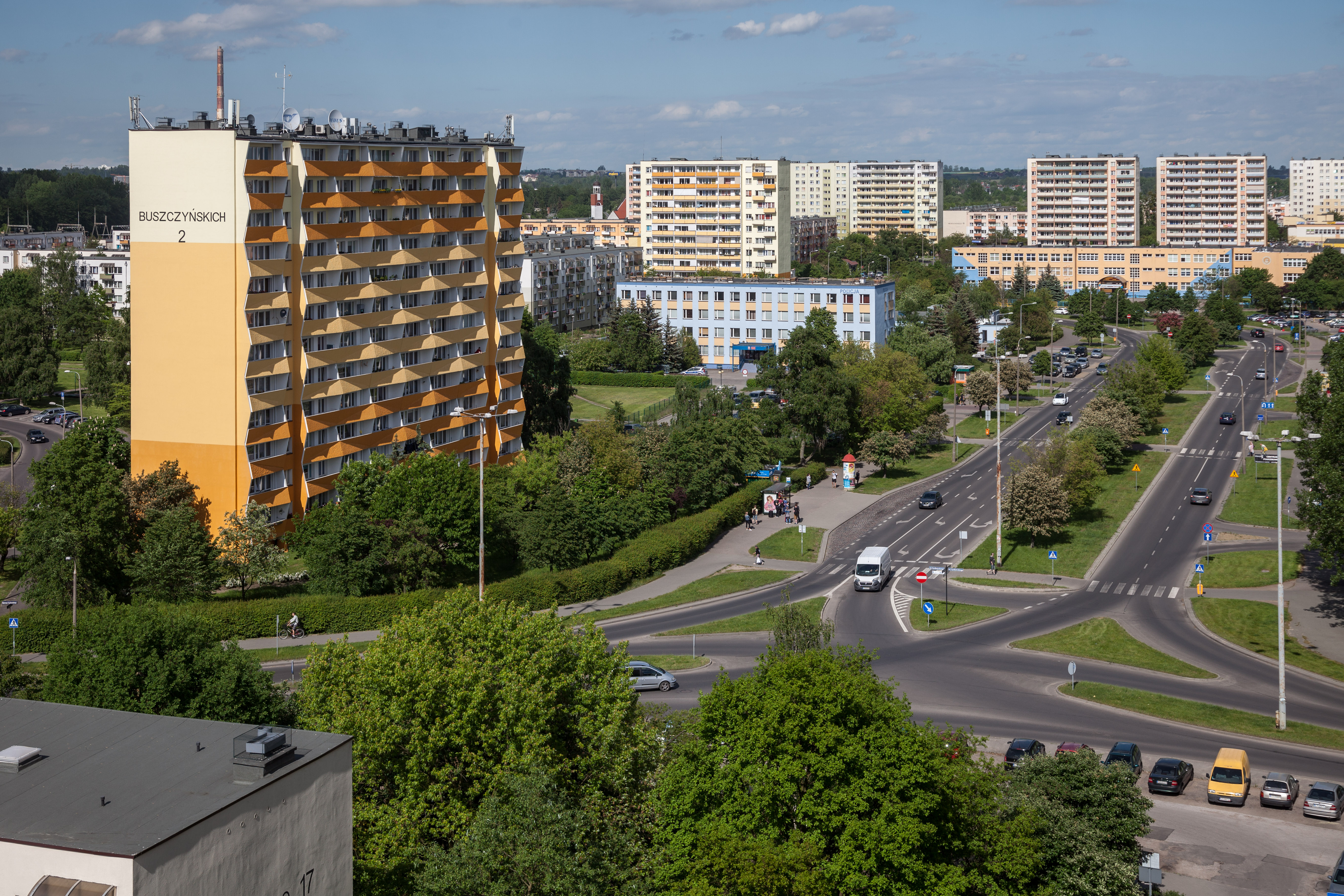
Fragment osiedla Rubinkowo w Toruniu

Jakub Kazimierz Rubinkowski (ur. 1 maja 1668 w Szaflarach koło Nowego Targu, zm. 14 listopada 1749 w Toruniu) – polski kupiec, dworzanin, rajca toruński, poczmistrz, a także mecenas sztuki, bibliofil, publicysta, tłumacz i jeden z barokowych pisarzy polskich epoki saskiej.

## Życiorys
Urodził się w Szaflarach koło Nowego Targu jako syn Wojciecha Rubinkowskiego i Katarzyny pochodzącej z domu Niegoszowskiej. W młodym wieku znalazł się na dworze króla Jana III Sobieskiego, który powierzył mu odpowiedzialne urzędy – najpierw ( w r. 1689) pisarza podlaskiej komory celnej, a następnie stanowisko superintendenta ceł wodnych i lądowych prowincji pruskiej i mazowieckiej. W 1696 został sekretarzem królewskim.
Około 1696 Rubinkowski przyjechał do Torunia, gdzie został zapisany na listę obywateli. Rozpoczął karierę kupca. Wykorzystując swoje rozliczne kontakty handlowe, rozpoczął interesy i handel między Toruniem i Gdańskiem a pozostałymi miastami I Rzeczypospolitej, między innymi alkoholem, solą i zbożami, wyrobami metalowymi, artykułami luksusowymi pochodzenia europejskiego bądź kolonialnego, często łamiąc prawo. Nowy król August II Sas 11 lipca 1715 obsadził Rubinkowskiego na stanowisku poczmistrza w Toruniu. Funkcję tę pełnił do swojej śmierci.
W 1724 objął dodatkowo stanowisko katolickiego rajcy toruńskiego (jeden z czterech pierwszych w historii miasta), w następstwie wykonania wyroku sądu po tzw. tumulcie toruńskim. Stał się obrońcą praw katolików w Toruniu; w Radzie Miasta Torunia skupił wokół siebie środowisko katolickie. Pomimo reprezentowania strony katolickiej oraz domagania się od burmistrza Torunia Jana Gotfryda Rösnera ukarania sprawców zamieszek opowiadał się za wycofaniem wyroków śmierci na burmistrzu Rösnerze i jego zastępcy Jakubie Henryku Zerneke.
Uważany był za sarmackiego erudytę. Był miłośnikiem sztuki, gromadził książki i materiały źródłowe. Prowadził działalność fundacyjno-restauratorską. W jej ramach w kościele Wniebowzięcia Najświętszej Marii Panny w Toruniu odsłonięto pomniki i tablice pamiątkowe (m.in. dla Jana III Sobieskiego). Dzięki niemu w 1733 roku zostało odnowione i uzupełnione epitafium Mikołaja Kopernika z ok. 1580 roku w katedrze św. św. Janów w Toruniu.
Rubinkowski ufundował również dla kościoła Wniebowzięcia Najświętszej Marii Panny w Toruniu obraz Cud z osłem, który zdobił ołtarz św. Antoniego. Wzorowany na fresku Domenica Campagnoli obraz przedstawiał osła, który klęczał przed Najświętszym Sakramentem trzymanym przez kapłana w cyborium. Scenę obserwował tłum ubrany we współczesne ubiory. Scenie towarzyszył komentarz w języku niemieckim i łacińskim mówiący, że osioł zgina kolana przed Bogiem obecnym w sakramencie, ku pouczeniu heretyków odrzucających prawdę. Obraz wzbudził kontrowersje wśród ewangelików toruńskich. Skandal dotarł do nuncjusza papieskiego, który nakazał usunięcie obrazu z kościoła. Wbrew decyzji nuncjusza Cud z osłem pozostał w kościele do XIX wieku. Obraz nie zachował się do czasów współczesnych.
Na swoim folwarku wybudował dwór, browar, karczmę, owczarnię i młyn. Do czasów współczesnych zachowała się przekształcona budowla dworku, położona przy ul. Skłodowskiej-Curie 100.
Zmarł 14 listopada 1749 roku w Toruniu. Jego pogrzeb był otwartą manifestacją ludności polskiej i katolickiej, która była przez lata wspierana przez Rubinkowskiego. Został pochowany w kościele św. Janów w Toruniu.
Na terenie jego dawnego folwarku zostało zbudowane jedno z największych w Toruniu osiedli, które nazwano na jego cześć Rubinkowo.

## Ważniejsze dzieła
- Miscellanea albo Hesperyjski ogród drogimi różnych historii kwiatami zasadzony in anno 1727 (1727)[17]
- Summa historyi nayiaśnieyszych królów pol., różnemi rewolucjami, dowcipnościami, responsami, inskrypcjami zebrana (1727) – drugi zbiór manuskryptów, zniszczony podczas II wojny światowej[17]
- Janina zwycięskich tryumfow dziełami i heroicznym męstwem Jana III króla polskiego na Marsowym polu najjaśniejszy, po przełomanej otomańskiej i tatarskiej potencji nieśmiertelnym wiekom do druku podany (1739)[17]
- Promienie cnót królewskich po śmiertelnym zachodzie najjaśniejszego słońca Augusta II... świat oświecające (Poznań, 1742) – wydane w dwóch wersjach, panegiryk na cześć Augusta II Mocnego[17]
- Bellona Triumphorum (Poznań, 1746) – panegiryk na cześć zwycięstwa króla Jana III Sobieskiego w bitwie pod Chocimiem[17]
- Historia o Chryzeidzie i Arymancie (tłumaczenie z języka francuskiego)[17]
- Przydatek do Janiny albo kroniki monarchów polskich (Lwów, 1757)[17]
- Pamiątka z uczynku bodaj nigdy niesłuchana, z ukazania zaś potomnym wiekom nie zapomnieniu podana, którą z Torunia świat cały chrześcijański słysząc niechaj się dziwuje (1757) – materiały dotyczące tumultu toruńskiego, dedykowane marszałkowi wielkiemu litewskiemu Pawłowi Karolowi Sanguszce. Ukazały się po śmierci Rubinkowskiego jako dodatek do Przydatku do Janiny[17].

Ponadto do czasów współczesnych zachowało się około 300 listów Rubinkowskiego, w większości adresowanych do Elżbiety Sieniawskiej.